# 17 października
17 października jest 290. (w latach przestępnych 291.) dniem w kalendarzu gregoriańskim. Do końca roku pozostaje 75 dni.

## Święta
- Imieniny obchodzą: Augustyna, Florentyn, Heron, Ignacy, Laurentyna, Lucyna, Małgorzata, Mamelta, Marian, Niceta, Rudolf, Rudolfa, Rudolfina, Seweryna, Sulisława, Wiktor i Zuzanna.
- Haiti – Rocznica Śmierci Jean-Jacques’a Dessalinesa
- Osetia Północna – Święto Republiki Północna Osetia-Alania
- Wyspy Dziewicze Stanów Zjednoczonych – Dzień Przyjaźni z Portoryko
- Międzynarodowe – Międzynarodowy Dzień Walki z Ubóstwem (ustanowione przez Zgromadzenie Ogólne ONZ w 1992 roku)
- wspomnienia i święta Kościoła katolickiego[1][2] obchodzą:
  - bł. Contardo Ferrini (tercjarz)
  - św. Heron († II wiek, patriarcha Antiochii)
  - św. Ignacy z Antiochii (Ignacy Antiocheński, biskup i męczennik)
  - św. Małgorzata Maria Alacoque (niektóre źródła podają 14 października)
  - bł. Męczennice z Valenciennes (również 23 października)
  - św. Nothelm (arcybiskup Canterbury)
  - bł. Piotr Casani (pijar)

## Wydarzenia w Polsce

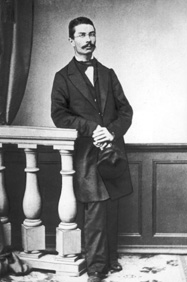
Romuald Traugutt

- 1395 – Biskup warmiński Henryk Sorbom nadał prawa miejskie Biskupcowi.
- 1600 – II wojna polsko-szwedzka: wojska szwedzkie zdobyły Parnawę.
- 1655 – Potop szwedzki: wojska szwedzkie zdobyły Kraków.
- 1660 – Zawarto polsko-kozacką ugodę cudnowską.
- 1676 – Zawarto rozejm w Żurawnie kończący IV wojnę polsko-turecką.
- 1781 – Zainaugurował działalność Teatr Stary w Krakowie. Przedstawienia odbywały się w budynku Pałacu Spiskiego przy Rynku Głównym.
- 1783 – Prusacy rozpoczęli blokadę Gdańska.
- 1830 – Po wybuchu zwycięskich rewolucji w Belgii i Francji mogących podważyć Święte Przymierze, car Mikołaj I Romanow rozkazał przeprowadzenie mobilizacji w armiach polskiej i rosyjskiej.
- 1863 – Romuald Traugutt został dyktatorem powstania styczniowego.
- 1897 – Oddano do użytku Ratusz Miejski w Białej (obecnie część Bielska-Białej).
- 1906 – Rozpoczął się pierwszy rok szkolny w Gimnazjum Polskim w Łodzi.
- 1929 – Premiera filmu Grzeszna miłość w reżyserii Mieczysława Krawicza i Zbigniewa Gniazdowskiego.
- 1944 – Obraz Jana Matejki Bitwa pod Grunwaldem, który w czasie II wojny światowej ukryty był w podlubelskiej wsi, został przekazany kierownikowi resortu kultury i sztuki przy PKWN.
- 1945 – masy ubogiej ludności wkroczyły do centrum Buenos Aires by manifestować swe poparcie dla więzionego przez rząd wojskowy Juana Peróna; przyczyniło się to do uwolnienia Juana Peróna i przywrócenia mu utraconych stanowisk (był wiceprezydentem, ministrem wojny i ministrem pracy)[3]
- 1972 – Premiera filmu Poślizg w reżyserii Jana Łomnickiego.
- 1973 – Po otwarciu grobu i przeprowadzeniu badań naukowych w kaplicy Świętokrzyskiej na Wawelu odbył się ponowny pogrzeb królowej Polski i wielkiej księżnej litewskiej Elżbiety Rakuszanki.
- 1974 – W miejscowości Psary-Kąty pod Kielcami otwarto naziemną stację łączności satelitarnej.
- 1983 – Premiera filmu Klakier w reżyserii Janusza Kondratiuka.
- 1984 – 4 osoby zginęły, a 60 zostało rannych w katastrofie kolejowej w Bąkowie (powiat kluczborski).
- 1988 – Premiera filmu sensacyjnego Trójkąt bermudzki w reżyserii Wojciecha Wójcika.
- 1992 – Sejm RP uchwalił tzw. Małą Konstytucję.
- 1997:
  - Jerzy Buzek został desygnowany na urząd premiera.
  - Weszła w życie nowa Konstytucja RP.
- 1999:
  - Premiera 1. odcinka serialu komediowego Tygrysy Europy w reżyserii Jerzego Gruzy.
  - Wszedł w życie Kodeks karny skarbowy.
- 2008 – W Zamku Górków w Szamotułach odbyła się prapremiera anonimowej opery barokowej Heca albo polowanie na zająca w nowym opracowaniu, uznawanej za najstarszą operę polską.

## Wydarzenia na świecie
- 456 – Został obalony cesarz zachodniorzymski Awitus.
- 1091 – Najpotężniejsze w historii tornado uderzyło na Londyn, zabijając 2 osoby i burząc m.in. drewniany London Bridge.
- 1244 – Wyprawy krzyżowe: krzyżowcy ponieśli klęskę w bitwie z Egipcjanami i Chorezmijczykami pod Harbijją.
- 1346 – Po porażce w bitwie pod Neville’s Cross król Szkocji Dawid II Bruce dostał się do niewoli angielskiej.
- 1404 – Cosimo Gentile de’Migliorati został wybrany na papieża i przyjął imię Innocenty VII.
- 1448 – Rozpoczęła się węgiersko-turecka bitwa na Kosowym Polu.
- 1456 – Założono Uniwersytet w niemieckim Greifswaldzie.
- 1483 – Generalny inkwizytor Kastylii Tomás de Torquemada został dodatkowo mianowany przez papieża Sykstusa IV generalnym inkwizytorem Aragonii.
- 1604 – Niemiecki astronom Johannes Kepler rozpoczął obserwację ostatniej dotychczas supernowej w Drodze Mlecznej, nazwanej później Gwiazdą Keplera.
- 1610 – Ludwik XIII został koronowany w katedrze w Reims na króla Francji i Nawarry.
- 1638 – Wojna trzydziestoletnia: zwycięstwo wojsk cesarskich nad angielsko-szwedzko-palatynackimi w bitwie pod Vlotho.
- 1736 – W Stambule został podpisany turecko-perski traktat pokojowy.
- 1740:
  - Bezpotomna śmierć carycy Anny Iwanowny, która rozpoczęła okres politycznego zamętu w Rosji.
  - Vitus Bering założył Pietropawłowsk Kamczacki.
- 1755 – Król Ferdynand VI założył Królewski Ogród Botaniczny w Madrycie.
- 1761 – W Wiedniu odbyła się premiera baletu Don Juan z muzyką Christopha Willibalda Glucka.
- 1771 – W Mediolanie odbyła się premiera opery Askaniusz w Albie Wolfganga Amadeusa Mozarta.
- 1777 – Wojna o niepodległość Stanów Zjednoczonych: kapitulacja wojsk brytyjskich po przegranej bitwie pod Saratogą, która skłoniła Francję do uznania niepodległości Stanów Zjednoczonych i przystąpienia do wojny po ich stronie.
- 1781 – Wojna o niepodległość Stanów Zjednoczonych: wojska amerykańskie zdobyły Yorktown.
- 1793 – Zwycięstwo francuskiej armii rewolucyjnej nad powstańcami wandejskimi w bitwie pod Cholet.
- 1797 – Został podpisany traktat pokojowy w Campo Formio, na mocy którego Austria zrzekła się na rzecz Francji swojej części Niderlandów (dzisiejszej Belgii) oraz lewego brzegu Renu, a w północnych Włoszech utworzono uzależnioną od Francji Republikę Cisalpińską.
- 1800 – Anglicy przejęli kontrolę nad holenderską kolonią Curaçao na Karaibach.
- 1805 – III koalicja antyfrancuska: kapitulacja armii austriackiej w II bitwie pod Ulm.
- 1806:
  - IV koalicja antyfrancuska: zwycięstwo wojsk francuskich nad pruskimi w bitwie pod Halle.
  - Zginął w zamachu cesarz Haiti Jakub I (Jean-Jacques Dessalines).
- 1813 – Zwycięstwo powstańców chilijskich nad rojalistami w bitwie pod El Roble.
- 1829 – Cesarz Brazylii Piotr I poślubił swą drugą żonę Amalię de Beauharnais i ustanowił z tej okazji Order Róży.
- 1845 – W Budziszynie odbyło się premierowe wykonanie hymnu Serbołużyczan Piękne Łużyce.
- 1850 – W pierwszą rocznicę śmierci na paryskim cmentarzu Père-Lachaise odsłonięto mogiłę Fryderyka Chopina wraz ze znajdującym się na niej pomnikiem.
- 1854 – Wojna krymska: rozpoczęło się oblężenie Sewastopola.
- 1860 – W szkockim Prestwick rozegrano pierwszy męski turniej golfowy The Open Championship, najstarszy z czterech głównych turniejów na świecie.
- 1868 – Została uchwalona konstytucja Luksemburga.
- 1878 – John A. Macdonald został po raz drugi premierem Kanady.
- 1879 – Austriacki astronom Johann Palisa odkrył planetoidę (207) Hedda.
- 1886 – We Włoszech ukazała się powieść dla dzieci Serce Edmonda De Amicisa.
- 1889 – Florvil Hyppolite został prezydentem Haiti.
- 1891 – Otwarto Muzeum Historii Sztuki w Wiedniu.
- 1892 – Niemiecki astronom Max Wolf odkrył planetoidę (342) Endymion.
- 1900 – Bernhard von Bülow został kanclerzem Rzeszy i premierem Prus.
- 1903 – Premiera brytyjskiego krótkometrażowego filmu niemego Alicja w Krainie Czarów w reżyserii Cecila M. Hepwortha i Percy’ego Stowa.
- 1904:
  - Wojna rosyjsko-japońska: zakończyła się nierozstrzygnięta bitwa nad Sha He.
  - W Szwecji powstała Umiarkowana Partia Koalicyjna (Moderaci).
- 1906 – Niemiecki astronom August Kopff odkrył planetoidę (617) Patroclus.
- 1912:
  - Inżynierowie Benno Strauss i Eduard Maurer z zakładów Kruppa uzyskali patent na austenityczną stal nierdzewną.
  - I wojna bałkańska: Bułgaria, Grecja i Serbia wypowiedziały wojnę Imperium Osmańskiemu.
- 1913 – W wyniku eksplozji sterowca LZ 18 nad lotniskiem Johannisthal pod Berlinem zginęło wszystkich 28 osób na pokładzie.
- 1915 – I wojna światowa: rozpoczęła się bułgarsko-francuska bitwa pod Kriwołakiem.
- 1917 – I wojna światowa: zwycięstwo floty niemieckiej nad rosyjską w bitwie w Moonsundzie.
- 1919 – Uruchomiono metro w Madrycie.
- 1920:
  - Odbyły się pierwsze wybory do austriackiej Rady Narodowej.
  - Założono Komunistyczną Partię Indii.
- 1925 – 12 osób zginęło, a 25 zostało rannych w zderzeniu pociągów osobowego z towarowym w Bressana Bottarone w północnych Włoszech.
- 1926 – Papież Pius XI dokonał beatyfikacji 191 męczenników zamordowanych w czasie rewolucji francuskiej, których dokumentację udało się skompletować.
- 1931 – Al Capone został uznany winnym oszustw podatkowych i tydzień później skazany na karę 11 lat pozbawienia wolności i 50 tys. dolarów grzywny.
- 1933 – Albert Einstein przybył na stałe do USA.
- 1937 – Po raz pierwszy pojawili się na gazetowym pasku komiksowym siostrzeńcy Kaczora Donalda: Hyzio, Dyzio i Zyzio.
- 1938 – W stoczni w Rotterdamie zwodowano okręt podwodny ORP „Sęp”.
- 1941:
  - Front wschodni: wojska niemieckie zajęły Taganrog nad Morzem Azowskim; utworzono front kaliniński Armii Czerwonej pod dowództwem gen. płka Iwana Koniewa.
  - Okupowany przez III Rzeszę Luksemburg został sklasyfikowany jako wolny od Żydów („Judenfrei”).
- 1943:
  - Bitwa o Atlantyk: zostały zatopione niemieckie okręty podwodne: U-540, U-631 i U-841.
  - Wojna na Pacyfiku: niemiecki rajder krążownik pomocniczy HSK „Michel” został storpedowany przez okręt podwodny USS „Tarpon” w odległości 50 mil morskich od wybrzeży Japonii, w wyniku czego zatonął wraz z 290 członkami załogi (w tym kapitanem), a pozostałych 116 członków załogi dotarło po kilku dniach do brzegu.
  - Zakończono budowę Kolei Birmańskiej.
- 1944 – Wojna na Pacyfiku: na Morzu Żółtym po wejściu na minę zatonął okręt podwodny USS „Escolar” wraz 82-osobową załogą.
- 1945 – Abp Damaskin został premierem Grecji.
- 1947 – Podpisano traktat brytyjsko-birmański na mocy którego Birma uzyskała pełną niepodległość.
- 1950:
  - Mający lecieć do Glasgow, należący do British European Airways Douglas DC-3 rozbił się krótko po starcie z Londynu, w wyniku czego zginęło 24 pasażerów i 4 spośród 5 członków załogi.
  - Wojna koreańska: w okupowanym przez wojska amerykańskie i południowokoreańskie Sinch’ŏn rozpoczęła się masakra ludności cywilnej, w trakcie której do 7 grudnia zginęło około 35 tys. osób.
- 1951:
  - Khawaja Nazimuddin został premierem Pakistanu.
  - W Argentynie rozpoczęto regularną emisję programu telewizyjnego.
- 1952:
  - Założono Uniwersytet Nawarry w Pampelunie.
  - Zlikwidowano Republikę Południowych Moluków w Indonezji.
- 1956 – Królowa brytyjska Elżbieta II dokonała oficjalnego uruchomienia drugiej w świecie (po radzieckiej w Obninsku) elektrowni jądrowej Calder Hall.
- 1957:
  - Francuski pisarz Albert Camus został laureatem Nagrody Nobla.
  - Ibrahim Ismail Chundrigar został premierem Pakistanu.
- 1958 – 80 osób zginęło w katastrofie samolotu Tu-104A pod miastem Kanasz w rosyjskiej republice Czuwaszji.
- 1961:
  - Paryska policja dokonała masakry co najmniej 50 algierskich demonstrantów.
  - W Moskwie rozpoczął obrady XXII Zjazd KPZR.
- 1964 – W pobliżu Rzeczycy zostało odkryte pierwsze przemysłowe złoże naftowe na Białorusi.
- 1967 – Podczas próby ucieczki do Berlina Zachodniego utonął w jeziorze Nieder Neuendorfer See 24-letni Franciszek Piesik, jedna z dwóch polskich ofiar Muru Berlińskiego.
- 1968 – Premiera filmu kryminalnego Bullitt w reżyserii Petera Yatesa.
- 1970 – Pod Montrealem w bagażniku samochodu znaleziono zwłoki wicepremiera i ministra pracy Quebecu Pierre’a Laporte’a, porwanego tydzień wcześniej przez separatystów z Frontu Wyzwolenia Quebecu.
- 1971:
  - Krótko po starcie z San Vicente del Caguán w Kolumbii rozbił się przeciążony Douglas C-47, w wyniku czego zginęło 19 spośród 21 osób na pokładzie.
  - Maksymilian Maria Kolbe został beatyfikowany przez papieża Pawła VI.
- 1972 – Lars Korvald został premierem Norwegii.
- 1973:
  - Mecz na Wembley: Polska zremisowała z Anglią 1:1 i awansowała do turnieju finałowego X Mistrzostw Świata w RFN.
  - Rozpoczął się kryzys naftowy.
- 1974 – Dokonano oblotu śmigłowca wielozadaniowego Sikorsky UH-60 Black Hawk.
- 1976 – Zainaugurował działalność Otwarty Uniwersytet Izraela.
- 1979 – Matka Teresa z Kalkuty została ogłoszona laureatką Pokojowej Nagrody Nobla.
- 1980 – Elżbieta II jako pierwszy w historii brytyjski monarcha została przyjęta w Watykanie przez papieża Jana Pawła II.
- 1985 – Ukończono odbudowę zachodniej wieży katedry Notre Dame w Luksemburgu, zniszczonej w pożarze z 5 kwietnia tego roku.
- 1986 – Premiera filmu Kolor pieniędzy w reżyserii Martina Scorsese.
- 1988 – 33 osoby zginęły, a 19 zostało rannych w katastrofie Boeinga 707 należącego do Uganda Airlines podczas podchodzenia do lądowania w Rzymie.
- 1989 – W trzęsieniu ziemi w okolicy San Francisco zginęło 67 osób, a 3757 zostało rannych.
- 1990 – Uruchomiono Internet Movie Database (IMDb).
- 1993 – Na Mauritiusie powołano Organizację dla Harmonizacji Prawa Afrykańskiego (OHADA).
- 1994:
  - Były belgijski minister spraw zagranicznych Willy Claes został sekretarzem generalnym NATO.
  - Królowa Elżbieta II jako pierwszy brytyjski monarcha od czasu I wojny światowej przybyła z wizytą do Rosji.
  - Reneta Indżowa została pierwszą kobietą-premierem Bułgarii.
- 1995 – Francuzka Jeanne Calment została najstarszą osobą w historii po przekroczeniu wieku Japończyka Shigechiyo Izumiego (120 lat i 237 dni).
- 1997:
  - Ekshumowane w Boliwii i przewiezione na Kubę zwłoki marksistowskiego rewolucjonisty Ernesto „Che” Guevary pochowano w jego mauzoleum w mieście Santa Clara.
  - Kjell Magne Bondevik został premierem Norwegii.
  - Premiera thrillera Adwokat diabła w reżyserii Taylora Hackforda.
- 1998 – W okolicy miasta Jesse w Nigerii około 1200 osób kradnących ropę naftową zginęło w wyniku eksplozji rurociągu.
- 2001 – Palestyńscy terroryści zastrzelili w hotelu w Jerozolimie emerytowanego izraelskiego generała, ministra turystyki i przywódcę prawicowej partii Moledet Rechawama Ze’ewiego.
- 2003:
  - Carlos Mesa Gisbert został prezydentem Boliwii.
  - Po zamontowaniu iglicy wieżowiec Taipei 101 na Tajwanie został najwyższym budynkiem świata.
- 2004 – Na Białorusi odbyły się wybory parlamentarne i referendum w sprawie zniesienia limitu kadencji prezydenta.
- 2005 – Zakończyła się druga chińska załogowa misja kosmiczna Shenzhou 6.
- 2006 – Populacja USA osiągnęła 300 milionów.
- 2007 – XIV Dalajlama Tenzin Gjaco został odznaczony Złotym Medalem Kongresu Stanów Zjednoczonych.
- 2009 – Wojna w Pakistanie: wojska rządowe rozpoczęły ofensywę lądową w Waziristanie Południowym.
- 2010 – Papież Benedykt XVI kanonizował 6 błogosławionych, w tym Stanisława Kazimierczyka.
- 2012 – Abdi Farah Shirdon Saaid został premierem Somalii.
- 2016 – Wystrzelono chiński statek kosmiczny Shenzhou 11, który dostarczył dwuosobową załogę do modułu kosmicznego Tiangong 2.
- 2017 – Ofensywa Państwa Islamskiego w Syrii: zdominowane przez Kurdów Syryjskie Siły Demokratyczne zdobyły okupowaną przez islamistów Rakkę na północy kraju.
- 2018 – 21 osób zginęło (w tym zamachowiec-samobójca), a ponad 50 zostało rannych w wyniku ataku z użyciem bomby i broni palnej na uczelnię techniczną w Kerczu na Krymie.
- 2019 – Podczas lądowania na wyspie Unalaska u wybrzeży Alaski rozbił się należący do linii PenAir samolot Saab 2000. Spośród 41 osób na pokładzie zginęła jedna, a 12 zostało rannych.
- 2022 –  W mieście Jejsk w południowo-zachodniej Rosji, nieopodal granicy z Ukrainą, rosyjski samolot wojskowy Su-34 uderzył w wielopiętrowy blok mieszkalny, w wyniku czego zginęło 15 osób, a 26 zostało rannych.

## Urodzili się
- 1125 – Lu You, chiński poeta (zm. 1210)
- 1253 – Iwo z Bretanii, francuski franciszkanin, prawnik, święty (zm. 1303)
- 1500 – Alfons de Orozco, hiszpański augustianin, święty (zm. 1591)
- 1560 – Ernest Fryderyk, margrabia Badenii-Durlach i Baden-Baden (zm. 1604)
- 1563 – Jodocus Hondius Starszy, holenderski miedziorytnik, kartograf (zm. 1612)
- 1577:
  - Cristofano Allori, włoski malarz (zm. 1621)
  - Dmitrij Pożarski, rosyjski kniaź (zm. 1642)
- 1579 – Paweł Piasecki, polski duchowny katolicki, biskup kamieniecki, chełmski i przemyski, sekretarz królewski (zm. 1649)
- 1582 – Johann Gerhard, niemiecki teolog luterański (zm. 1637)
- 1587 – (data chrztu) Nathan Field, angielski aktor, dramaturg (zm. 1633)
- 1592 – Dominik Castellet Vinale, hiszpański dominikanin, misjonarz, męczennik, błogosławiony (zm. 1628)
- 1617 – Dionisio Lazzari, włoski architekt, rzeźbiarz (zm. 1689)
- 1623 – François Turretin, szwajcarski teolog kalwiński (zm. 1687)
- 1629 – Baltazar Karol Habsburg, książę Asturii, Girony, Montblanc, Viany, pan na Balaguer, następca tronu Portugalii i Hiszpanii (zm. 1646)
- 1638 – Jan Karol Wittelsbach, hrabia palatyn i książę Palatynatu-Gelnhausen (zm. 1704)
- 1666 – Jan Wilhelm, książę Saksonii-Eisenach (zm. 1729)
- 1680 – Anna Konstancja Cosel, niemiecka hrabina (zm. 1765)
- 1688 – Domenico Zipoli, włoski jezuita, misjonarz, kompozytor (zm. 1726)
- 1696 – August III Sas, elektor Saksonii, król Polski (zm. 1763)
- 1708 – Ambroży (Zertis-Kamienski), rosyjski biskup prawosławny (zm. 1771)
- 1711 – Jupiter Hammon, amerykański poeta (zm. 1806)
- 1719:
  - Michał Barszczewski, polski duchowny katolicki, misjonarz, pedagog (zm. 1802)
  - Jacques Cazotte, francuski pisarz (zm. 1792)
- 1720 – Maria Teresa Agnesi Pinottini, włoska kompozytorka, śpiewaczka (zm. 1795)
- 1725 – John Wilkes, brytyjski dziennikarz, polityk (zm. 1797)
- 1729 – Pierre-Alexandre Monsigny, francuski kompozytor operowy (zm. 1817)
- 1759 – Jakob Bernoulli, szwajcarski matematyk (zm. 1789)
- 1760 – Henri de Saint-Simon, francuski historyk, filozof, ekonomista (zm. 1825)
- 1765 – Henri-Jacques-Guillaume Clarke, francuski generał pochodzenia irlandzkiego, marszałek i par Francji (zm. 1818)
- 1780 – Richard Johnson, amerykański polityk, wiceprezydent USA (zm. 1850)
- 1781 – Johann Friedrich Meckel, niemiecki anatom (zm. 1833)
- 1784 – Fructuoso Rivera, urugwajski wojskowy, polityk, pierwszy prezydent Urugwaju (zm. 1854)
- 1785 – Tadeusz Wolański, polski archeolog, kolekcjoner (zm. 1865)
- 1799:
  - Anna Zofia Sapieżanka, polska działaczka społeczna, filantropka (zm. 1864)
  - Ludwig Schopen, niemiecki filolog klasyczny, bizantynolog (zm. 1867)
- 1802 – Gaetano Moroni, włoski bibliograf, bibliofil, erudyta (zm. 1883)
- 1803:
  - Ferenc Deák, węgierski polityk (zm. 1876)
  - William Smith O’Brien, irlandzki polityk (zm. 1864)
- 1811 – Janusz Rostworowski, polski hrabia, urzędnik dworu Królestwa Polskiego i Cesarstwa Rosyjskiego, dyrektor stadniny w Janowie Podlaskim, filantrop (zm. 1891)
- 1813:
  - Georg Büchner, niemiecki rewolucjonista, przyrodnik, pisarz (zm. 1837)
  - Nikołaj Meller-Zakomelski, rosyjski generał piechoty (zm. 1887)
- 1814:
  - Jakiw Hołowacki, ukraiński duchowny greckokatolicki, poeta (zm. 1888)
  - Theophil von Podbielski, pruski generał kawalerii pochodzenia polskiego (zm. 1879)
- 1817 – Syed Ahmed Khan, indyjski muzułmanin, pragmatyk, reformator islamu, filozof (zm. 1898)
- 1818:
  - Jan Kanty Gregorowicz, polski dziennikarz, pisarz, encyklopedysta (zm. 1890)
  - Tassilo von der Lasa, niemiecki szachista, teoretyk i historyk szachów (zm. 1899)
- 1819 – Fryderyk Wilhelm, wielki książę Meklemburgii-Strelitz (zm. 1904)
- 1820 – Édouard Roche, francuski matematyk, astronom (zm. 1883)
- 1821 – Alexander Gardner, szkocki fotograf (zm. 1882)
- 1826 – Lucyna Ćwierczakiewiczowa, polska autorka książek kucharskich (zm. 1901)
- 1828 – Emeryk Hutten-Czapski, polski hrabia, numizmatyk, kolekcjoner, uczony (zm. 1896)
- 1832 – Roman Damian Sanguszko, polski ziemianin, kolekcjoner (zm. 1917)
- 1833 – Charles de Bange, francuski pułkownik, konstruktor broni artyleryjskiej (zm. 1914)
- 1835:
  - Edmund Darch Lewis, amerykański malarz (zm. 1910)
  - Alexine Tinne, holenderska podróżniczka (zm. 1869)
- 1842:
  - Gustaf Retzius, szwedzki lekarz, anatom (zm. 1919)
  - Karol Scipio del Campo, polski ziemianin, polityk (zm. 1912)
- 1844 – Gustave Schlumberger, francuski historyk (zm. 1929)
- 1847 – Władysław Bełza, polski poeta, publicysta (zm. 1913)
- 1848 – Wiktor Gomulicki, polski poeta, pisarz, eseista, historyk, kolekcjoner, encyklopedysta (zm. 1919)
- 1850:
  - Anastasija Gołowina, bułgarska lekarka (zm. 1933)
  - Florentyn Trawiński, polski historyk sztuki, uczestnik Komuny Paryskiej, kierownik resortu kultury i sztuki komunardów (zm. 1906)
- 1853 – Maria Aleksandrowna Romanowa, wielka księżna Rosji (zm. 1920)
- 1854 – Queenie Newall, brytyjska łuczniczka (zm. 1929)
- 1859 – Childe Hassam, amerykański malarz (zm. 1935)
- 1863 – Franciszek Wójcik, polski rolnik, polityk (zm. 1941)
- 1864 – Elinor Glyn, amerykańska pisarka, reżyserka filmowa (zm. 1943)
- 1865 – Lucjan Żeligowski, polski generał broni (zm. 1947)
- 1871 – Michał Kirkor, polski lekarz, taternik (zm. 1907)
- 1873:
  - Ludwik Izierski, polski pułkownik audytor (zm. 1946)
  - Alfred Polgar, austriacki pisarz (zm. 1955)
- 1879 – Kurt Mayer, niemiecki ślusarz, działacz związkowy, polityk, senator I kadencji Senatu RP, poseł na Sejm Śląski I kadencji (zm. 1958)[4]
- 1881 – Maria Dulęba, polska aktorka (zm. 1959)
- 1883 – Alexander Sutherland Neill, szkocki pedagog (zm. 1973)
- 1886 – Spring Byington, amerykańska aktorka (zm. 1971)
- 1888:
  - Paul Bernays, szwajcarski matematyk, logik pochodzenia brytyjskiego (zm. 1977)
  - Bronisław Nakoniecznikow-Klukowski, polski pułkownik lekarz, polityk (zm. 1962)
  - Franciszek Wład, polski generał brygady (zm. 1939)
- 1889 – Billy Carlson, amerykański kierowca wyścigowy (zm. 1915)
- 1890 – Emil Kaliński, polski inżynier, pułkownik łączności, polityk, minister poczt i telegrafów, senator RP (zm. 1973)
- 1891:
  - Iwan Bagrianow, bułgarski prawnik, agronom, polityk, premier Bułgarii (zm. 1945)
  - Irakli Dżabadari, gruziński pianista, kompozytor (zm. 1937)
- 1892:
  - Alfred Ader, polski szablista, florecista (zm. 1941)
  - Kazimierz Chodkiewicz, polski pułkownik żandarmerii, legionista, filozof, ezoteryk, teozof (zm. 1980)
  - Theodor Eicke, niemiecki funkcjonariusz nazistowski, zbrodniarz wojenny (zm. 1943)
  - Otakar Jeremiáš, czeski kompozytor, dyrygent, wiolonczelista (zm. 1962)
  - R.K. Shanmukham Chetty, indyjski prawnik, ekonomista, polityk (zm. 1953)
- 1893:
  - Raffaele Bendandi, włoski sejsmolog (zm. 1979)
  - Feliksa Fornalska, polska działaczka ruchu robotniczego (zm. 1987)
- 1894:
  - Władysław Anczyc, polski kapitan, drukarz, filolog, muzykolog, pianista, geolog, taternik (zm. 1940)
  - Jan Łomnicki, polski major piechoty (zm. 1944)
- 1895:
  - Andrzej Bieniek, polski ekonomista, żołnierz (zm. 1944)
  - Miguel Ydígoras Fuentes, gwatemalski generał, polityk, prezydent Gwatemalii (zm. 1982)
- 1896:
  - Roman Romanow, książę rosyjski (zm. 1978)
  - Rodolfo Terlizzi, włoski florecista (zm. 1971)
  - Stanisław Węsławski, polski adwokat, kompozytor, konspiracyjny prezydent Wilna, prezes PCK (zm. 1942)
- 1897:
  - Oskar Olsen, norweski łyżwiarz szybki (zm. 1956)
  - Ștefana Velisar Teodoreanu, rumuńska poetka (zm. 1995)
- 1898:
  - Jerzy Krókowski, polski taternik, filolog klasyczny, historyk literatury, wykładowca akademicki (zm. 1967)
  - Simon Vestdijk, holenderski prozaik, poeta, eseista, krytyk literacki (zm. 1971)
- 1899:
  - Otto-Hermann Brücker, niemiecki generał porucznik (zm. 1964)
  - Robert Kempner, niemiecki prawnik, adwokat (zm. 1993)
  - Marian Pirożyński, polski redemptorysta, historyk Kościoła (zm. 1964)
  - Janusz Supniewski, polski lekarz, farmakolog, chemik, wykładowca akademicki (zm. 1964)
- 1900:
  - Jean Arthur, amerykańska aktorka (zm. 1991)
  - Franciszek Danielak, polski działacz komunistyczny (zm. 1966)
  - Nikołaj Smirnow, rosyjski matematyk, statystyk, wykładowca akademicki (zm. 1966)
- 1901:
  - Wacław Ołtuszewski, polski botanik, wykładowca akademicki (zm. 1955)
  - Kazimierz Przybył, polski działacz ruchu robotniczego, uczestnik powstania warszawskiego (zm. 1983)
- 1902:
  - Stanisław Gruszczyński, polski górnik, związkowiec, działacz komunistyczny (zm. 1965)
  - Irene Ryan, amerykańska aktorka (zm. 1973)
  - Konstantin Tielnow, radziecki generał lotnictwa, polski generał dywizji (zm. 1957)
- 1903:
  - Andriej Grieczko, radziecki dowódca wojskowy, marszałek ZSRR, polityk (zm. 1976)
  - Benedykt Halicz, polski biolog, wykładowca akademicki (zm. 1997)
  - Leo Huberman, amerykański ekonomista marksistowski, działacz socjalistyczny (zm. 1968)
  - Oscar Malmbrandt, szwedzki lekkoatleta, młociarz (zm. 1987)
  - Nathanael West, amerykański pisarz, scenarzysta filmowy (zm. 1940)
- 1904:
  - Lucas Katsusaburo Arai, japoński duchowny katolicki, biskup Jokohamy (zm. 1990)
  - Eddie Hertzberger, holenderski kierowca wyścigowy, przemysłowiec (zm. 1993)
  - Stiepan Jabłokow-Chnzorian, ormiańsko-rosyjski entomolog (zm. 1996)
  - Józef Feliks Ostaszewski, polski docent inżynier nauk technicznych (zm. 1989)
- 1905:
  - Franco Albini, włoski architekt, projektant (zm. 1977)
  - Claude Binyon, amerykański reżyser i scenarzysta filmowy (zm. 1978)
  - Josef Vrana, czeski duchowny katolicki, biskup ołomuniecki (zm. 1987)
- 1906:
  - Adolf Berman, polski i izraelski polityk (zm. 1978)
  - Hans Haas, austriacki sztangista (zm. 1973)
  - Antonina Latinik-Rieger, polska nauczycielka, urzędniczka, florecistka (zm. 1989)
- 1907 – John Marley, amerykański aktor (zm. 1984)
- 1908:
  - Kenji Miyamoto, japoński polityk komunistyczny (zm. 2007)
  - Svend Olsen, duński sztangista (zm. 1980)
  - Jan Hendrik Waszink, holenderski filolog klasyczny (zm. 1990)
- 1909 – Juliusz Wiktor Gomulicki, polski edytor, eseista, varsavianista (zm. 2006)
- 1910:
  - Petyr Dinekow, bułgarski historyk literatury, wykładowca akademicki (zm. 1992)
  - Tadeusz Salski, polski inżynier, działacz polityczny (zm. 1981)
- 1911 – Michaił Drujan, rosyjski operator filmowy (zm. 2000)
- 1912:
  - Jan Paweł I, papież, błogosławiony (zm. 1978)
  - Roman Tarkowski, polski rzeźbiarz, nauczyciel (zm. 1999)
  - Aleksy Zarycki, ukraiński duchowny greckokatolicki, męczennik, błogosławiony (zm. 1963)
- 1913 – Konrad Hubert Vieth, polski lekarz, podporucznik AK (zm. 1987)
- 1914:
  - Irena Białkowska, polska lekkoatletka, biegaczka średniodystansowa, siatkarka (zm. 1987)
  - Jerry Siegel, amerykański rysownik komiksów (zm. 1996)
  - Hieronim Skurpski, polski malarz, rysownik (zm. 2006)
- 1915:
  - Victor Garaygordóbil Berrizbeitia, hiszpański duchowny katolicki, biskup Los Ríos (zm. 2018)
  - Arthur Miller, amerykański dramaturg, scenarzysta, eseista, autor słuchowisk (zm. 2005)
- 1916:
  - Robert S. Baker, brytyjski reżyser, scenarzysta i producent filmowy (zm. 2009)
  - Tadeusz Chciuk-Celt, polski harcmistrz, polityk, dziennikarz, żołnierz ZWZ, cichociemny (zm. 2001)
  - Tadeusz Paciorkiewicz, polski kompozytor, organista, pedagog (zm. 1998)
- 1917:
  - Mak Dizdar, jugosłowiański poeta pochodzenia bośniackiego (zm. 1971)
  - Jakow Pawłow, rosyjski żołnierz (zm. 1981)
  - Konstanty Stecki, polski pisarz (zm. 1996)
- 1918:
  - Rita Hayworth, amerykańska aktorka (zm. 1987)
  - Jan Lipiński, polski ekonomista, działacz podziemia antyhitlerowskiego (zm. 2016)
- 1919:
  - Eugeniusz Makowski, polski działacz ludowy, polityk, poseł na Sejm PRL (zm. 1988)
  - Dagmar von Mutius, niemiecka pisarka (zm. 2008)
  - Marian Sowiński, polski bokser (zm. 1978)
  - Zhao Ziyang, chiński polityk, premier Chin, sekretarz generalny Komunistycznej Partii Chin (zm. 2005)
- 1920:
  - Montgomery Clift, amerykański aktor (zm. 1966)
  - Miguel Delibes, hiszpański pisarz (zm. 2010)
  - Rudolf Hrušínský starszy, czeski aktor (zm. 1994)
  - Klemens Mielczarek, polski aktor (zm. 2006)
- 1921:
  - Marija Horochowśka, ukraińska gimnastyczka (zm. 2001)
  - Bohdan Lewicki, polski inżynier budownictwa, wykładowca akademicki (zm. 2012)
  - Eugene Roe, amerykański żołnierz (zm. 1998)
- 1922:
  - Boris Kabiszew, radziecki generał porucznik lotnictwa (zm. 1998)
  - Abram Łerman, ukraiński piłkarz, trener pochodzenia żydowskiego (zm. 1979)
- 1923:
  - Henryk Gulbinowicz, polski duchowny katolicki, arcybiskup metropolita wrocławski, kardynał (zm. 2020)
  - Barney Kessel, amerykański gitarzysta jazzowy (zm. 2004)
- 1924:
  - Barbara Nawrocka-Dońska, polska pisarka, dziennikarka (zm. 2018)
  - Rolando Panerai, włoski śpiewak operowy (baryton) (zm. 2019)
- 1925:
  - Pierre Koenig, amerykański architekt (zm. 2004)
  - Waldemar Kotowicz, polski pułkownik, pisarz (zm. 1997)
- 1926:
  - Julie Adams, amerykańska aktorka (zm. 2019)
  - Edmund Buła, polski generał brygady (zm. 2012)
  - Beverly Garland, amerykańska aktorka (zm. 2008)
  - Roberto Lippi, włoski kierowca wyścigowy (ur. 2011)
  - Reidar Sundby, norweski piłkarz (zm. 2014)
- 1927:
  - Friedrich Hirzebruch, niemiecki matematyk, wykładowca akademicki (zm. 2012)
  - Zbigniew Jaworowski, polski lekarz radiolog, profesor nauk medycznych, taternik (zm. 2011)
  - Czesław Kozłowski, polski historyk ruchu robotniczego, wykładowca akademicki (zm. 1997)
- 1928:
  - Teodor Grzęda, polski koszykarz, trener (zm. 2013)
  - Roman Kotlarz, polski duchowny katolicki, działacz opozycji antykomunistycznej (zm. 1976)
  - Galina Minaiczewa, rosyjska gimnastyczka
- 1929:
  - Kazimierz Jaworski, polski żeglarz, konstruktor jachtów (zm. 2005)
  - Mário Wilson, portugalski piłkarz, trener (zm. 2016)
- 1930:
  - Freimut Börngen, niemiecki astronom (zm. 2021)
  - Józef Kopczyński, polski rzeźbiarz (zm. 2006)
- 1931:
  - José Alencar, brazylijski przedsiębiorca, polityk, wiceprezydent Brazylii (zm. 2011)
  - Ernst Hinterberger, austriacki pisarz (zm. 2012)
  - Nikołaj Kamienski, rosyjski skoczek narciarski (zm. 2017)
- 1932:
  - Kazimierz Boczarski, polski bokser (zm. 1973)
  - Yoro Diakité, malijski wojskowy, polityk, premier Mali (zm. 1973)
  - Rudolf Smend, niemiecki teolog ewangelicki, wykładowca akademicki
  - C.K. Stead, nowozelandzki prozaik, poeta, eseista, krytyk literacki
- 1933:
  - William Anders, amerykański generał major US Air Force, astronauta (zm. 2024)
  - Oldřich Burský, czechosłowacki polityk (zm. 2013)
  - Jeanine Deckers, belgijska dominikanka, piosenkarka (zm. 1985)
- 1934:
  - Stanisław Jakubowski, polski fotograf, fotoreporter (zm. 2025)
  - Miguel Mykycej, ukraiński duchowny katolicki obrządku bizantyjsko-ukraińskiego, orionista, eparcha Buenos Aires (zm. 2017)
  - Rico Rodriguez, brytyjski puzonista wykonujący ska, reggae i jazz (zm. 2015)
- 1935:
  - Michael Eavis, brytyjski mleczarz, pomysłodawca i fundator Glastonbury Festival
  - Jerzy Iwaszkiewicz, polski dziennikarz, felietonista
  - Irena Jun, polska aktorka teatralna i filmowa, reżyser
- 1936:
  - Sathima Bea Benjamin, południowoafrykańska wokalistka i kompozytorka jazzowa (zm. 2013)
  - Hazim al-Biblawi, egipski ekonomista, polityk
  - Mieczysław Czuma, polski dziennikarz, publicysta, poeta
  - Iwan Dracz, ukraiński poeta, polityk (zm. 2018)
  - Dave Hobson, amerykański polityk (zm. 2024)
  - Hiroo Kanamori, japoński sejsmolog
  - Józef Kozielecki, polski psycholog (zm. 2017)
  - Sawwa Kulisz, rosyjski reżyser filmowy (zm. 2001)
  - Jørn Sørensen, duński piłkarz, trener
- 1937:
  - Muho Asllani, albański polityk
  - Andrzej Krzywicki, polski fizyk teoretyk, wykładowca akademicki (zm. 2014)
  - Helena Macher, polska saneczkarka
- 1938:
  - Lorraine Crapp, australijska pływaczka
  - Evel Knievel, amerykański motocyklista, kaskader (zm. 2007)
  - Marita Lindahl, fińska zdobywczyni tytułu Miss World (zm. 2017)
  - Wiesław Markowski, polski malarz (zm. 1978)
  - Władysław Marek Turski, polski astronom, informatyk, wykładowca akademicki (zm. 2013)
- 1939:
  - Chris Craft, brytyjski kierowca wyścigowy (zm. 2021)
  - José Ernâni da Rosa, brazylijski piłkarz (zm. 1986)
- 1940:
  - Stephen Kovacevich, amerykański pianista, dyrygent pochodzenia chorwackiego
  - Ewa Mirowska, polska aktorka
  - Krystyna Ostrowska, polska psycholog, kryminolog (zm. 2023)
  - Víctor Manuel Pérez Rojas, wenezuelski duchowny katolicki, biskup San Fernando de Apure (zm. 2019)
  - Józef Wysocki, polski duchowny katolicki, biskup pomocniczy warmiński i elbląski
- 1941:
  - Widin Apostołow, bułgarski piłkarz (zm. 2020)
  - Algirdas Gaižutis, litewski filozof, kulturoznawca, wykładowca akademicki
  - Jim Seals, amerykański wokalista, członek zespołu Seals and Crofts
- 1942:
  - Jerzy Cnota, polski aktor (zm. 2016)
  - Jerzy Fogel, polski archeolog (zm. 2013)
  - Steve Jones, amerykański koszykarz (zm. 2017)
  - Hartmut Nassauer, niemiecki prawnik, polityk
  - Keld Pedersen, duński piłkarz
  - Kazimierz Tarnas, polski reżyser i scenarzysta filmowy
- 1943:
  - Kirił Dojczinowski, macedoński piłkarz, trener (zm. 2022)
  - Adam Jacek Kozak, grafik, malarz, rysownik
  - Szodi Szabdolow, radziecki i tadżycki polityk (zm. 2023)
- 1944:
  - Eddie Scholl, holenderski szachista
  - Marilyn White, amerykańska lekkoatletka, sprinterka
- 1945:
  - Elizeu, brazylijski piłkarz
  - Graça Machel, mozambicka nauczycielka, działaczka humanitarna i społeczna, polityk
  - Nicolae Neguț, rumuński zapaśnik
  - Zbysław Rykowski, polski prawnik, dziennikarz, rzecznik prasowy rządu (zm. 1991)
- 1946:
  - Franciszek Dzida, polski reżyser, scenarzysta i operator filmowy (zm. 2013)
  - Michael Hossack, amerykański perkusista, członek zespołu The Doobie Brothers (zm. 2012)
  - Jan Kavan, czeski polityk, dyplomata
  - Cameron Mackintosh, brytyjski producent musicali
  - Adam Michnik, polski historyk, dziennikarz, publicysta, eseista pochodzenia żydowskiego
  - Bob Seagren, amerykański lekkoatleta, tyczkarz
  - Wolfgang Welsch, niemiecki filozof, historyk sztuki
- 1947:
  - Luís Carlos Galter, brazylijski piłkarz (zm. 2025)
  - Janusz Cetnarowski, polski malarz (zm. 2009)
  - Nuno Leal Maia, brazylijski aktor
- 1948:
  - Reinhold Behr, niemiecki szpadzista
  - Osvaldo Castro, chilijski piłkarz
  - Robert Jordan, amerykański pisarz fantasy (zm. 2007)
  - Margot Kidder, kanadyjska aktorka (zm. 2018)
  - Elżbieta Rutkowska, polska chemik, polityk, wojewoda opolski
  - Jerzy Skucha, polski matematyk, działacz sportowy
  - George Wendt, amerykański aktor (zm. 2025)
- 1949:
  - Owen Arthur, barbadoski historyk, ekonomista, polityk, premier Barbadosu (zm. 2020)
  - Göran Färm, szwedzki dziennikarz, polityk, eurodeputowany
  - Aleksandr Ivankov, uzbecki piłkarz, trener (zm. 2004)
  - Kim U-gil, północnokoreański bokser
- 1950:
  - Philippe Barbarin, francuski duchowny katolicki, arcybiskup metropolita Lyonu, prymas Francji, kardynał
  - Tommaso Caputo, włoski duchowny katolicki, arcybiskup, nuncjusz apostolski, prałat Pompejów
  - Stefan Förster, niemiecki bokser
  - David Adams Richards, kanadyjski pisarz, polityk
  - Howard Rollins, amerykański aktor (zm. 1996)
- 1951:
  - Annie Borckink, holenderska łyżwiarka szybka
  - Chung Mong-joon, południowokoreański przedsiębiorca, polityk, działacz sportowy
  - Roger Pontare, szwedzki piosenkarz
  - Prabowo Subianto, indonezyjski generał, przedsiębiorca, polityk
- 1952:
  - Jochen Bachfeld, niemiecki bokser
  - Jordan Bikow, bułgarski sztangista
  - Pachomiusz (Gačić), serbski biskup prawosławny
- 1953:
  - Włodzimierz Adamski, polski aktor
  - Stanisław Jasiński, polski samorządowiec, polityk, poseł na Sejm kontraktowy
  - Dashamir Kore, albański prawnik, polityk
- 1954:
  - Samir Bakaou, tunezyjski piłkarz
  - Maciej Berbeka, polski wspinacz (zm. 2013)
  - René Botteron, szwajcarski piłkarz
  - Ignacy (Midić), serbski biskup prawosławny
  - Lidia Stanisławska, polska piosenkarka, dziennikarka
- 1955:
  - Sam Bottoms, amerykański aktor (zm. 2008)
  - Awraham Du’an, izraelski polityk (zm. 2018)
  - Elisa Ferreira, portugalska polityk, ekolog
  - Stanisław Klocek, polski hokeista
  - René Kos, holenderski kolarz szosowy i torowy
  - Trond Sirevåg, norweski piłkarz, trener
- 1956:
  - Mae Jemison, amerykańska lekarka, astronautka
  - Wiktor Kucaj, polski klawiszowiec, kompozytor, członek zespołu RSC
  - Pat McCrory, amerykański polityk
  - Antal Nagy, węgierski piłkarz
  - Bernd Olbricht, niemiecki kajakarz
  - Guy Stéphan, francuski piłkarz, trener
- 1957:
  - József Csuhay, węgierski piłkarz
  - Wiesław Kossakowski, polski polityk, poseł na Sejm RP
  - Piotr Metz, polski dziennikarz muzyczny
  - Pino Palladino, brytyjski basista pochodzenia włoskiego, członek zespołów John Mayer Trio i The Who
  - Marek Seweryn, polski sztangista
- 1958:
  - Elefteria Arwanitaki, grecka piosenkarka
  - Alan Jackson, amerykański muzyk country, wokalista, autor tekstów
  - Rumen Jordanow, bułgarski zapaśnik (zm. 2010)
- 1959:
  - Francisco Flores, salwadorski polityk, prezydent Salwadoru (zm. 2016)
  - Ameenah Gurib-Fakim, maurytyjska polityk, prezydent Mauritiusa
  - Eugenio Hernández Flores, meksykański polityk
  - Norm Macdonald, kanadyjski komik, aktor, scenarzysta filmowy i telewizyjny (zm. 2021)
- 1960:
  - Rob Marshall, amerykański reżyser filmowy i teatralny, choreograf
  - Andrzej Martyniuk, polski siatkarz
  - Bernie Nolan, irlandzka aktorka, wokalistka, członkini zespołu The Nolans (zm. 2013)
  - Krzysztof Plewka, polski aktor
  - Hartmut Weber, niemiecki lekkoatleta, sprinter
- 1961:
  - Wojciech Birek, polski autor i krytyk komiksów, wykładowca akademicki
  - Janusz Grudziński, polski gitarzysta i keyboardzista rockowy, kompozytor, członek zespołu Kult (zm. 2023)
  - Adam Kaczmarek, polski strzelec sportowy (zm. 2024)
  - Vaclavas Kidykas, litewski lekkoatleta, dyskobol
  - Kamandar Madżydow, białoruski zapaśnik
  - John Okafor, nigeryjski aktor (zm. 2024)
  - Vladimír Tošovský, czeski inżynier, menedżer, polityk
- 1962:
  - László Darvasi, węgierski pisarz, dziennikarz
  - Mike Judge, amerykański aktor, reżyser, scenarzysta i producent filmowy, pisarz, karykaturzysta
  - Genowefa Patla, polska lekkoatletka, oszczepniczka
  - Wojciech Zimiński, polski dziennikarz, poeta, artysta kabaretowy, scenarzysta filmowy
- 1963:
  - Sergio Goycochea, argentyński piłkarz, bramkarz
  - Robert Matera, polski gitarzysta, wokalista, członek zespołu Dezerter
- 1964:
  - Elżbieta Burkiewicz, polska polityk, poseł na Sejm RP
  - Jarosław Góra, polski piłkarz
  - Richard Henning, amerykański duchowny katolicki, biskup pomocniczy Rockville Centre
- 1965:
  - Sanjay Kapoor, indyjski aktor
  - Pavel Konzbul, czeski duchowny katolicki, biskup brneński
  - Andrzej Mikosz, polski prawnik, polityk, minister skarbu państwa
  - Cecilia Wikström, szwedzka pastor, polityk, eurodeputowana
- 1966:
  - Antoni Dudek, polski politolog, historyk, wykładowca akademicki, publicysta
  - Danny Ferry, amerykański koszykarz
  - Mark Gatiss, amerykański aktor, pisarz, scenarzysta filmowy i telewizyjny
  - Artur Kasperek, polski fagocista
  - Tommy Kendall, amerykański kierowca wyścigowy
  - Mário Antônio da Silva, brazylijski duchowny katolicki, biskup Roraimy
- 1967:
  - Tudorița Chidu, rumuńska lekkoatletka, biegaczka średniodystansowa
  - Pedro González Vera, chilijski piłkarz
  - Bogdan Rymanowski, polski dziennikarz i prezenter telewizyjny
  - Nathalie Tauziat, francuska tenisistka
  - Allen West, amerykański gitarzysta, kompozytor, członek zespołów: Massacre, Obituary, Six Feet Under, Lowbrow i Southwicked
- 1968:
  - Alicja Borkowska, polska aktorka, piosenkarka
  - Rodolfo Esteban Cardoso, argentyński piłkarz, trener
  - Katarzyna Dzida-Hamela, polska operator dźwięku
  - Jiang Jin, chiński piłkarz, bramkarz
  - Graeme Le Saux, angielski piłkarz
  - Ziggy Marley, jamajski muzyk roots reggae
- 1969:
  - Ernie Els, południowoafrykański golfista
  - Jesús Ángel García, hiszpański lekkoatleta, chodziarz
  - Małgorzata Łupina, polska operatorka, reżyserka filmów dokumentalnych
  - Kevin Alexander Stea, amerykański tancerz, choreograf, aktor, model pochodzenia walijsko-chińskiego
  - Nancy Sullivan, amerykańska aktorka, prezenterka, scenarzystka filmowa
- 1970:
  - Mahtab Keramati, irańska aktorka
  - Anil Kumble, indyjski krykiecista
  - Mitsukazu Mihara, japońska rysowniczka mang
  - Shauna O’Brien, amerykańska aktorka, modelka pochodzenia irlandzkiego
  - Albert Rybacki, polski bokser
  - Marciano Vink, holenderski piłkarz pochodzenia surinamskiego
- 1971:
  - Martin Heinrich, amerykański polityk, senator
  - Tomasz Jacek Kiliński, polski ekonomista, samorządowiec, burmistrz Nowej Rudy
  - Chris Kirkpatrick, amerykański wokalista, aktor głosowy
  - Krzysztof Patocki, polski perkusista, producent muzyczny
  - Jan Peterek, czeski hokeista
  - Derrick Plourde, amerykański perkusista, członek zespołów: Lagwagon, Bad Astronaut, The Ataris i Rich Kids on LSD (zm. 2005)
  - Andy Whitfield, australijski aktor, model pochodzenia walijskiego (zm. 2011)
- 1972:
  - Eminem, amerykański raper, aktor
  - Wyclef Jean, amerykański muzyk, wokalista, kompozytor, członek zespołu The Fugees, aktor, producent filmowy pochodzenia haitańskiego
  - Sharon Leal, amerykańska aktorka
  - Jari Lipponen, fiński łucznik
  - Tarkan, turecki piosenkarz
- 1973:
  - Edward Agyemang-Duah, ghański piłkarz
  - Björn Bengtsson, szwedzki aktor
  - Richard Grant, jamajski bokser
  - Marc Zellweger, szwajcarski piłkarz
- 1974:
  - Leszek Błażyński, polski dziennikarz sportowy
  - Emerson Burton, fiński klawiszowiec, członek zespołu HIM
  - Savatheda Fynes, bahamska lekkoatletka, sprinterka
  - Muhamed Kizito, ugandyjski bokser
  - Ján Krošlák, słowacki tenisista, polityk
  - Matthew Macfadyen, brytyjski aktor
  - Rizwan Manji, indyjsko-kanadyjski aktor
  - Milan Němec, czeski aktor
  - Zbigniew Stonoga, polski przedsiębiorca, videobloger
  - Dhondup Wangchen, tybetański filmowiec amator, aktywista, więzień polityczny
- 1975:
  - Patrycja Bereznowska, polska lekkoatletka, biegaczka długodystansowa
  - Anne Kremer, luksemburska tenisistka
  - Milagros Moy, peruwiańska siatkarka
  - Marcin Nowak, polski siatkarz
  - Despina Olimbiu, cypryjska piosenkarka
  - Samuel Slovák, słowacki piłkarz
  - Adrián Terrazas-González, meksykański muzyk, członek zespołu The Mars Volta
  - Marcin Tomaszewski, polski taternik, alpinista
  - McLain Ward, amerykański jeździec sportowy
  - Aleksy (Zanoczkin), rosyjski biskup prawosławny
- 1976:
  - Sebastián Abreu, urugwajski piłkarz, bramkarz
  - Fabri Fibra, włoski raper
  - Kama Kowalewska, polska aktorka
- 1977:
  - Dudu Aouate, izraelski piłkarz, bramkarz
  - Marco Bui, włoski kolarz górski
  - Agnieszka Giedrojć-Juraha, polska lekkoatletka, skoczkini wzwyż
  - Noureddine Kacemi, marokański piłkarz
  - Biljana Topić, serbska lekkoatletka, trójskoczkini
  - André Villas-Boas, portugalski trener piłkarski
  - Stephen Wooldridge, australijski kolarz szosowy i torowy (zm. 2017)
- 1978:
  - Milagros Cabral, dominikańska siatkarka
  - Lars Hirschfeld, kanadyjski piłkarz, bramkarz pochodzenia niemieckiego
  - Pablo Iglesias Turrión, hiszpański politolog, wykładowca akademicki, prezenter telewizyjny, polityk
  - Kevin Lisbie, jamajski piłkarz
- 1979:
  - Veronika Bauer, kanadyjska narciarka dowolna
  - Marcela Bovio, meksykańska wokalistka, skrzypaczka, członkini zespołów Elfonia i Stream of Passion
  - Martin Mesík, słowacki skoczek narciarski
  - Sergio Navarro, hiszpański piłkarz, trener
  - Aleksandros Nikolaidis, grecki taekwondzista (zm. 2022)
  - Kimi Räikkönen, fiński kierowca wyścigowy i rajdowy
  - Deanna Russo, amerykańska modelka, aktorka, producentka i reżyserka telewizyjna
  - John Thorrington, amerykański piłkarz pochodzenia południowoafrykańskiego
  - Kostas Tsartsaris, grecki koszykarz
- 1980:
  - Jekatierina Gamowa, rosyjska siatkarka
  - Tarell Alvin McCraney, amerykański aktor, dramaturg, scenarzysta filmowy
  - Justin Shenkarow, amerykański aktor
- 1981:
  - Ross Brown, australijski wioślarz
  - Przemysław Chlebosz, polski sztangista (zm. 2025)
  - Snorri Steinn Guðjónsson, islandzki piłkarz ręczny
  - Holly Holm, amerykańska zawodniczka sportów walki
  - Ołeksandr Materuchin, ukraiński hokeista
  - Ben Rothwell, amerykański zawodnik MMA
  - Deborah Samson, filipińska lekkoatletka, tyczkarka
- 1982:
  - Paweł Ciołkosz, polski aktor
  - Marcin Józefaciuk, polski nauczyciel, polityk, poseł na Sejm RP
  - Marion Rolland, francuska narciarka alpejska
  - Anna Tunnicliffe, amerykańska żeglarka sportowa
- 1983:
  - Felicity Jones, brytyjska aktorka
  - Daniel Kajmakoski, macedoński piosenkarz
  - Fabrice Lapierre, maurytyjski lekkoatleta, skoczek w dal
  - Iwan Sajenko, rosyjski piłkarz
- 1984:
  - Joshua Cook, australijski judoka
  - Sami Lepistö, fiński hokeista
  - Chris Lowell, amerykański aktor
  - Patryk Łagowski, polski szachista
  - Giovanni Marchese, włoski piłkarz
  - Randall Munroe, amerykański rysownik komiksów
  - Luke Rockhold, amerykański zawodnik sportów walki
  - Jared Tallent, australijski lekkoatleta, chodziarz
- 1985:
  - Kirił Akałski, bułgarski piłkarz, bramkarz
  - Tatjana Bakatiuk, kazachska zapaśniczka
  - Mario Gil, kubański piłkarz
  - Carlos González, wenezuelski baseballista
  - Jin Ziwei, chińska wioślarka
  - Christine Magnuson, amerykańska pływaczka
  - Tiago Rocha, portugalski piłkarz ręczny
  - Paulina Urban, polska łyżwiarka figurowa
- 1986:
  - Marcedes Walker, amerykańska koszykarka, psiadająca także azerskie obywatelstwo
  - Aija Brumermane, łotewska koszykarka
  - Constant Djakpa, iworyjski piłkarz
  - Iwan Kasutin, rosyjski hokeista, bramkarz
  - Amina Mahamat, czadyjska lekkoatletka, tyczkarka
  - Mohombi, szwedzko-kongijski piosenkarz, tancerz
  - Leyla Tuifua, francuska siatkarka
- 1987:
  - Jarosław Fojut, polski piłkarz
  - Justyna Suchecka, polska dziennikarka, pisarka
  - Hideto Takahashi, japoński piłkarz
  - Iwa Widenowa, bułgarska szachistka
  - Kathy Yuen, hongkońska aktorka
- 1988:
  - Federico Colbertaldo, włoski pływak
  - Iwan Dorn, ukraiński piosenkarz
  - Anna Kokoszka-Romer, polska dziennikarka, dokumentalistka
- 1989:
  - Sophie Luck, australijska aktorka
  - Sosthene Moguenara, niemiecka lekkoatletka, skoczkini w dal pochodzenia czadyjskiego
  - Efe Odigie, amerykański koszykarz
  - Lauren Wilkinson, kanadyjska wioślarka
- 1990:
  - Marius Copil, rumuński tenisista
  - Falko Bindrich, niemiecki szachista
  - Saki Kumagai, japońska piłkarka
  - Patrick Lambie, południowoafrykański rugbysta pochodzenia szkocko-angielskiego
  - Rafael Montero, dominikański baseballista
  - Wieronika Mosina, rosyjska lekkoatletka, skoczkini w dal i trójskoczkini
  - Nnamdi Oduamadi, nigeryjski piłkarz
- 1991:
  - Javier Güemez, meksykański piłkarz
  - Trine Østergaard Jensen, duńska piłkarka ręczna
- 1992:
  - Jacob Artist, amerykański aktor, wokalista, tancerz
  - Andriej Bogdanow, rosyjski saneczkarz
  - Anthony Gill, amerykański koszykarz
  - Jędrzej Maćkowiak, polski siatkarz
  - Adam Marušić, czarnogórski piłkarz
- 1993:
  - Milad Ebadipur, irański siatkarz
  - Georgia Hunter Bell, brytyjska lekkoatletka, biegaczka średniodystansowa
  - Kenneth Omeruo, nigeryjski piłkarz
- 1994:
  - Diante Baldwin, amerykański koszykarz
  - Sara Doshō, japońska zapaśniczka
  - Agnieszka Korneluk, polska siatkarka
  - Bernard Mensah, ghański piłkarz
  - Adam Morawski, polski piłkarz ręczny, bramkarz
  - Alejandra Valencia, meksykańska łuczniczka
  - Christania Williams, jamajska lekkoatletka, sprinterka
- 1995:
  - Yoshimi Kayama, japońska zapaśniczka
  - Aleksiej Miranczuk, rosyjski piłkarz
  - Anton Miranczuk, rosyjski piłkarz
  - Muslim Sadułajew, rosyjski zapaśnik pochodzenia czeczeńskiego
- 1996:
  - Jake DeBrusk, kanadyjski hokeista
  - Ayomide Folorunso, włoska lekkoatletka, sprinterka i płotkarka pochodzenia nigeryjskiego
  - Jakub Jaworski, polski hokeista
  - Cansu Özbay, turecka siatkarka
- 1997:
  - Václav Černý, czeski piłkarz
  - Kamil Dębski, polski siatkarz
  - Michał Dyba, polski judoka
  - Harim Quezada, gwatemalski piłkarz
  - Robert Williams, amerykański koszykarz
- 1998 – Kévin Muhire, rwandyjski piłkarz
- 1999 – Victor Bogaciuc, mołdawski piłkarz
- 2000:
  - Fasil Gerbremichael, etiopski piłkarz, bramkarz
  - Wadim Szyszymarin, rosyjski sierżant, zbrodniarz wojenny
- 2001:
  - Tommy Doyle, angielski piłkarz
  - José Franco, gwatemalski piłkarz
  - Olav Kooij, holenderski kolarz szosowy
  - Isaiah Todd, amerykański koszykarz
- 2002:
  - Maximilian Beier, niemiecki piłkarz
  - Lily Morrow, południowokoreańsko-australijska piosenkarka
- 2003:
  - Patrickson Delgado, ekwadorski piłkarz
  - Artur Felfner, ukraiński lekkoatleta, oszczepnik
  - Charlie Patino, angielski piłkarz pochodzenia hiszpańskiego
- 2004 – Chifundo Mphasi, malawijski piłkarz

## Zmarli
- 532 – Bonifacy II, papież (ur. ?)
- 1174 – Petronela, królowa Aragonii (ur. 1135)
- 1232 – Idris I, kalif Maroka (ur. ?)
- 1244 – Armand de Périgord, wielki mistrz zakonu templariuszy (ur. 1178)
- 1277 – Mastino I della Scala, włoski kondotier (ur. ?)
- 1404 – Katarzyna Visconti, księżna Mediolanu (ur. 1360–62)
- 1426 – Sojurgatmysz-e Szahroch, książę z rodu Timurydów (ur. ok. 1398)
- 1451 – Aleksandra, księżniczka stargardzka i słupska (ur. ok. 1437)
- 1547 – Fryderyk II, książę legnicki, brzeski, ścinawski, głogowski i ziębicki (ur. 1480)
- 1552 – Andreas Osiander, niemiecki teolog luterański, działacz reformacyjny (ur. 1498)
- 1553 – Jerzy III, niemiecki duchowny protestancki, reformator religijny, prepozyt magdeburski, prepozyt miśnieński, biskup koadiutor Merseburga, książę Anhalt-Dessau, książę Anhalt-Plötzkau (ur. 1507)
- 1575 – Gaspar Cervantes de Gaete, hiszpański duchowny katolicki, arcybiskup Mesyny, Salerno i Tarragony, kardynał (ur. 1511)
- 1584 – Ryszard Gwyn, walijski męczennik, święty (ur. 1537)
- 1586 – Philip Sidney, angielski poeta, prozaik (ur. 1554)
- 1587 – Franciszek I Medyceusz, wielki książę Toskanii (ur. 1541)
- 1608 – Luca Bati, włoski kompozytor (ur. 1546)
- 1638 – (data pogrzebu) Gillis Claesz. de Hondecoeter, holenderski malarz (ur. ok. 1575)
- 1647 – Piotr Casani, włoski pijar, błogosławiony (ur. 1572)
- 1655 – Iwan Zołotarenko, kozacki hetman nakaźny (ur. ?)
- 1690 – Małgorzata Maria Alacoque, francuska zakonnica, mistyczka, święta (ur. 1647)
- 1709 – Grzegorz Antoni Ogiński, hetman wielki litewski, starosta generalny żmudzki, chorąży wielki litewski, cześnik wielki litewski, członek konfederacji olkienickiej (ur. 1654)
- 1714 – Janez Svetokriški, słoweński pisarz, kaznodzieja (ur. 1647)
- 1715:
  - Ernest, książę Saksonii-Hildburghausen (ur. 1655)
  - Johann Christof Urbich, duński dyplomata (ur. 1653)
- 1746 – Michał Remigiusz Łaszewski, polski duchowny katolicki, biskup pomocniczy warmiński (ur. 1682)
- 1754 – Adam Ledóchowski, polski szlachcic, polityk, kasztelan wołyński, starosta włodzimierski, pułkownik królewski (ur. ?)
- 1756 – Tomasz Baczyński, polski jezuita, dramatopisarz (ur. 1690)
- 1757 – René-Antoine Ferchault de Réaumur, francuski fizyk, przyrodnik (ur. 1683)
- 1768 – Ludwik VIII, landgraf Hesji-Darmstadt (ur. 1691)
- 1770 – Henri François le Dran, francuski chirurg wojskowy (ur. 1685)
- 1774 – Hermann Hannibal von Blümegen, niemiecki duchowny katolicki, biskup ordynariusz hradecki (ur. 1716)
- 1781 – Ceslaus Gotthard von Schaffgotsch, niemiecki duchowny katolicki, wikariusz generalny biskupstwa wrocławskiego (ur. 1726)
- 1784 – Stanisław Ankwicz, polski szlachcic, polityk (ur. 1720)
- 1789 – Karol Jerzy Lebrecht, książę Anhalt-Köthen (ur. 1730)
- 1794 – Francuskie urszulanki, męczennice i błogosławione zgilotynowane w Valenciennes:
  - Maria Augustyna od Najśw. Serca Jezusa Déjardins (ur. 1760)
  - Maria Laurentyna od św. Stanisława Prin (ur. 1747)
  - Maria Ludwika od św. Franciszka Ducrez (ur. 1756)
  - Maria Natalia od św. Ludwika Vanot (ur. 1728)
  - Maria Urszula od św. Bernardyna Bourla (ur. 1746)
- 1806 – Jean-Jacques Dessalines, haitański polityk, cesarz Haiti (ur. 1758)
- 1809 – Pierre Louis du Buat, francuski fizyk, inżynier wojskowy, budowniczy fortyfikacji (ur. 1734)
- 1831 – Antoni Alojzy, książę Hohenzollern-Sigmaringen (ur. 1762)
- 1833 – Franciszek Gagelin, francuski misjonarz, męczennik, święty (ur. 1799)
- 1836 – Oriest Kiprienski, rosyjski malarz, grafik, rysownik (ur. 1782)
- 1837 – Johann Nepomuk Hummel, austriacki kompozytor, wolnomularz (ur. 1778)
- 1849 – Fryderyk Chopin, polski kompozytor, pianista (ur. 1810)
- 1850 – Ludwig Hayden, rosyjski admirał pochodzenia holenderskiego (ur. 1773)
- 1853 – Aleksander Ludwik Kozubowski, polski architekt (ur. 1803)
- 1854 – Władimir Korniłow, rosyjski oficer marynarki wojennej (ur. 1806)
- 1856 – Luigi Canina, włoski architekt, archeolog (ur. 1795)
- 1865 – Joseph-François Malgaigne, francuski chirurg (ur. 1806)
- 1867:
  - Maurice Berkeley, brytyjski arystokrata, wojskowy, polityk (ur. 1788)
  - Piotr Łubieński, polski generał, polityk, uczestnik powstania listopadowego (ur. 1786)
- 1868:
  - Iwan Kapuszczak, ukraiński polityk (ur. 1907)
  - Laura Secord, kanadyjska patriotka, bohaterka wojny brytyjsko-amerykańskiej (ur. 1775)
- 1873 – Robert McClure, brytyjski wiceadmirał, odkrywca (ur. 1807)
- 1878:
  - Eugeniusz Janota, polski duchowny katolicki, animator ruchu turystycznego, taternik, przyrodnik, badacz folkloru góralskiego, germanista (ur. 1823)
  - Hipolit Stupnicki, polski dziennikarz, wydawca (ur. 1806)
- 1883 – Romuald Żurowski, polski ziemianin, powstaniec (ur. 1814)
- 1887 – Gustav Kirchhoff, niemiecki fizyk, wykładowca akademicki (ur. 1824)
- 1889 – Maximilian von Gagern, niemiecki polityk (ur. 1810)
- 1892 – David Edelstadt, amerykański poeta, anarchista pochodzenia rosyjsko-żydowskiego (ur. 1866)
- 1897 – Stanisław Daniłło, rosyjski psychiatra pochodzenia polsko-greckiego (ur. 1847)
- 1899 – Amand-Joseph Fava, francuski duchowny katolicki, biskup Martyniki i Grenoble (ur. 1826)
- 1901 – Michał Bałucki, polski prozaik, komediopisarz, publicysta (ur. 1837)
- 1902 – Contardo Ferrini, włoski tercjarz franciszkański, prawnik, błogosławiony (ur. 1859)
- 1903 – Maria Klementyna Potocka, polska księżna (ur. 1830)
- 1904 – Mercedes, księżna Asturii (ur. 1880)
- 1908 – William Harris Ashmead, amerykański entomolog, wydawca (ur. 1855)
- 1910:
  - Julia Ward Howe, amerykańska abolicjonistka, działaczka społeczna (ur. 1819)
  - Henryk Szuman, polski prawnik, polityk (ur. 1822)
- 1911:
  - José López Domínguez, hiszpański generał, polityk, premier Hiszpanii (ur. 1829)
  - Abram Williams, amerykański polityk (ur. 1832)
- 1920 – Tomisław Rozwadowski, polski ziemianin, uczestnik powstania styczniowego, polityk, poseł do Sejmu Krajowego Galicji (ur. 1841)
- 1921:
  - Yaa Asantewaa, królowa matka stanu Ejisu w Konfederacji Asante (ur. 1840)
  - Wiktor Wittyg, polski wydawca, redaktor, numizmatyk (ur. 1857)
- 1926:
  - Otto Heubner, niemiecki pediatra, wykładowca akademicki (ur. 1843)
  - Henri Édouard Naville, szwajcarski egiptolog (ur. 1844)
- 1928 – Frank Bernard Dicksee, brytyjski malarz (ur. 1853)
- 1929:
  - Konstantin Kołokolnikow, rosyjski duchowny prawosławny, polityk (ur. 1871)
  - Joseph-Marie Leray, francuski duchowny katolicki, misjonarz, biskup, wikariusz apostolski Wysp Gilberta (ur. 1854)
- 1931:
  - Ferdinand Ebner, australijski filozof, nauczyciel (ur. 1832)
  - Carin Göring, szwedzka arystokratka (ur. 1888)
  - Otto Haab, szwajcarski okulista, wykładowca akademicki (ur. 1850)
  - Alfons Maria Jakob, niemiecki neurolog, neuropatolog (ur. 1884)
  - Pawieł Kowalewski, rosyjski neurolog, psychiatra, pisarz, wykładowca akademicki (ur. 1850)
  - Peter Wagner, niemiecki muzykolog, wykładowca akademicki (ur. 1865)
- 1932:
  - Lucy Bacon, amerykańska malarka (ur. 1857)
  - Emilie Lehmus, niemiecka ginekolog (ur. 1841)
- 1934:
  - Adolf Hölzel, niemiecki malarz (ur. 1853)
  - Santiago Ramón, hiszpański histolog, neuroanatom, wykładowca akademicki, laureat Nagrody Nobla (ur. 1852)
- 1936:
  - Rajmund Stefan Bou Pascual, hiszpański duchowny katolicki, męczennik, błogosławiony (ur. 1906)
  - Tarzylla Córdoba Belda, hiszpańska działaczka Akcji Katolickiej, męczennica, błogosławiona (ur. 1861)
  - Fidelis Fuidio Rodríguez, hiszpański marianista, męczennik, błogosławiony (ur. 1880)
- 1937:
  - Józef Eismond, polski zoolog, cytolog, embriolog, wykładowca akademicki (ur. 1862)
  - Joseph Bruce Ismay, brytyjski przedsiębiorca (ur. 1862)
  - Frank Morley, brytyjski matematyk, wykładowca akademicki (ur. 1860)
- 1938:
  - Eshref Frashëri, albański inżynier, polityk (ur. 1874)
  - Karl Kautsky, niemiecki działacz robotniczy pochodzenia żydowskiego (ur. 1854)
  - Aleksander Michałowski, polski pianista, kompozytor, pedagog (ur. 1851)
- 1939:
  - Petras Avižonis, litewski lekarz okulista, polityk (ur. 1875)
  - Jan Laskowski, polski duchowny katolicki (ur. 1872)
- 1940:
  - Michaił Stiepanow, radziecki starszy major bezpieczeństwa państwowego (ur. 1900)
  - Walenty Wójcik, polski chorąży żandarmerii (ur. 1893)
- 1941:
  - John S. Plaskett, kanadyjski astronom (ur. 1865)
  - Majj Zijade, palestyńska pisarka, poetka, tłumaczka (ur. 1886)
- 1942 – Sebastião Leme da Silveira Cintra, brazylijski duchowny katolicki, arcybiskup São Sebastião do Rio de Janeiro, kardynał (ur. 1882)
- 1943 – Jan Kotrč, czeski szachista, kompozytor szachowy, publicysta (ur. 1862)
- 1944:
  - Elchanan Elkes, litewski lekarz, działacz syjonistyczny pochodzenia żydowskiego (ur. 1879)
  - Pavel Haas, czeski kompozytor pochodzenia żydowskiego (ur. 1899)
  - Hans Krása, czeski kompozytor pochodzenia żydowskiego (ur. 1899)
  - Bolesław Lutomski, polski dziennikarz, publicysta (ur. 1861)
  - Anton Franz von Magnis, niemiecki przemysłowiec, polityk (ur. 1862)
  - Zenon Przesmycki, polski poeta, tłumacz, krytyk literacki (ur. 1861)
  - Aleksander Wasiutyński, polski specjalista w dziedzinie kolejnictwa, wykładowca akademicki (ur. 1859)
- 1945 – Feliks Jan Mazurkiewicz, polski major (ur. 1896)
- 1946:
  - Robert Karger, niemiecki poeta (ur. 1874)
  - Pie Eugène Joseph Neveu, francuski duchowny katolicki, asumpcjonista, biskup, administrator apostolski Moskwy (ur. 1877)
  - Tom Pettitt, brytyjski tenisista (ur. 1859)
- 1947:
  - Henryk Ferdynand Hoyer, polski lekarz, zoolog, anatom, wykładowca akademicki (ur. 1864)
  - Arthur M. Hyde, amerykański prawnik, polityk (ur. 1877)
- 1949:
  - Aurel Aldea, rumuński generał, polityk (ur. 1887)
  - Franciszek Salezy Potocki, polski hrabia, ziemianin, polityk, dziennikarz, działacz społeczny (ur. 1877)
  - Francisco Sabaté Llopart, hiszpański anarchista (ur. 1910)
  - Fiodor Tołbuchin, radziecki dowódca wojskowy, marszałek ZSRR, polityk (ur. 1894)
- 1951:
  - Ilarion Gagua, radziecki funkcjonariusz służb specjalnych (ur. 1900)
  - Bernhard Kellermann, niemiecki pisarz (ur. 1879)
- 1954:
  - Stefan Chosłowski, polski major (ur. 1889)
  - Ali Reza Pahlawi I, irański książę (ur. 1922)
  - Michaił Zołotuchin, radziecki polityk (ur. 1904)
- 1955:
  - Robin Vane-Tempest-Stewart, brytyjski arystokrata, polityk, działacz piłkarski (ur. 1902)
  - Joel Thorne, amerykański kierowca wyścigowy, inżynier, kaskader (ur. 1914)
- 1957 – Awetik Isahakian, ormiański pisarz (ur. 1875)
- 1958:
  - Celso Costantini, włoski kardynał (ur. 1876)
  - Zheng Zhenduo, chiński krytyk i historyk literatury, pisarz (ur. 1898)
- 1959 – Ryszard Zengel, polski krytyk literacki, eseista (ur. 1938)
- 1960:
  - Kazimierz Bogacz, polski inżynier elektryk, wykładowca akademicki (ur. 1905)
  - Witold Eichler, polski lekarz, entomolog (ur. 1874)
- 1961:
  - Harry Crookshank, brytyjski arystokrata, polityk (ur. 1893)
  - Julian Tokarski, polski geolog, petrograf, gleboznawca (ur. 1883)
- 1962:
  - Natalija Gonczarowa, rosyjska malarka (ur. 1881)
  - Olaf Henriksen, duński baseballista (ur. 1888)
- 1963:
  - Jacques Salomon Hadamard, francuski matematyk, wykładowca akademicki (ur. 1865)
  - Adolf Maier, niemiecki prawnik, polityk (ur. 1871)
- 1964 – Bruno Schwark, niemiecki duchowny katolicki, prałat, teolog, pisarz (ur. 1883)
- 1965:
  - Laure Diebold, francuska uczestniczka ruchu oporu (ur. 1915)
  - Anders Henrikson, szwedzki aktor, reżyser filmowy (ur. 1896)
  - Jan Świderski, polski przyrodnik, nauczyciel, działacz społeczny (ur. 1895)
- 1966:
  - Sidney Hatch, amerykański lekkoatleta, długodystansowiec (ur. 1883)
  - Władysław Korczyc, radziecki i polski generał, szef Sztabu Generalnego, polityk, poseł na Sejm PRL (ur. 1893)
  - Żumabaj Szajachmetow, radziecki i kazachski polityk (ur. 1902)
  - Wieland Wagner, niemiecki scenograf i reżyser operowy (ur. 1917)
- 1967:
  - Franciszek Piesik, polski kapitan żeglugi śródlądowej (ur. 1942)
  - Puyi, cesarz Chin (ur. 1906)
- 1968 – Iwan Siwołap, radziecki polityk (ur. 1909)
- 1970:
  - Pierre Laporte, kanadyjski dziennikarz, polityk (ur. 1921)
  - Jan Syrový, czeski generał, polityk, minister obrony narodowej, premier i konstytucyjny prezydent Czechosłowacji (ur. 1888)
  - Kazimierz Zygmunt, polski inżynier, profesor nauk technicznych (ur. 1918)
- 1971:
  - Szimon Beżarano, izraelski ekonomista, polityk (ur. 1910)
  - Leonas Bistras, litewski filozof, dziennikarz, tłumacz, polityk (ur. 1890)
  - Sergo Kawtaradze, gruziński rewolucjonista, polityk, dyplomata (ur. 1885)
- 1972:
  - Turk Broda, kanadyjski hokeista, trener pochodzenia ukraińskiego (ur. 1914)
  - Jerzy Karadziordziewić, serbski książę, następca tronu (ur. 1887)
  - Konstantin Skriabin, rosyjski parazytolog, wykładowca akademicki (ur. 1878)
  - Boris Tichonow, radziecki kapitan pilot (ur. 1922)
- 1973:
  - Ingeborg Bachmann, austriacka pisarka, poetka, eseistka, germanistka (ur. 1926)
  - Bernt Balchen, norwesko-amerykański pilot, pionier lotnictwa polarnego (ur. 1899)
  - Władysław Jachowicz, polski kapitan piechoty (ur. 1907)
  - Nicholas Tomalin, brytyjski dziennikarz, pisarz (ur. 1931)
- 1974:
  - Delfín Quesada Castro, kostarykański duchowny katolicki, biskup San Isidro de El General (ur. 1908)
  - Juliusz Szychiewicz, polski major dyplomowany kawalerii (ur. 1897)
  - Tomotaka Tasaka, japoński reżyser filmowy (ur. 1901)
  - Jean Vaysse, francuski rugbysta (ur. 1900)
- 1975:
  - Jerzy Braun, polski prozaik, poeta, krytyk literacki,publicysta, scenarzysta, filozof, polityk (ur. 1901)
  - Karl Erik Flens, szwedzki aktor (ur. 1913)
  - Gary Peterson, nowozelandzki żużlowiec (ur. 1946)
  - Witold Sylwanowicz, polski anatom, antropolog, wykładowca akademicki (ur. 1913)
- 1976:
  - Aleksandr Chwyla, radziecki aktor pochodzenia szwedzkiego (ur. 1905)
  - Edward Marczewski, polski matematyk pochodzenia żydowskiego (ur. 1907)
  - Radosław Ostrowski, białoruski publicysta, działacz narodowo-społeczny (ur. 1887)
  - Ziemowit Szuman, polski malarz (ur. 1901)
- 1977 – Iwan Fiediuninski, radziecki generał (ur. 1900)
- 1978:
  - Jean Améry, belgijski pisarz pochodzenia żydowsko-austriackiego (ur. 1912)
  - Alison Chadwick-Onyszkiewicz, brytyjska himalaistka, taterniczka, alpinistka, malarka (ur. 1942)
  - George Clark, amerykański kierowca wyścigowy (ur. 1890)
  - Gertrude Mary Cox, amerykańska statystyk (ur. 1900)
  - Sigurd Evensmo, norweski pisarz, dziennikarz, publicysta (ur. 1912)
  - Giovanni Gronchi, włoski polityk, prezydent Włoch (ur. 1887)
- 1979:
  - George Joseph Biskup, amerykański duchowny katolicki, biskup Des Moines, arcybiskup Indianapolis (ur. 1911)
  - Edward Michoński, polski działacz ludowy, podpułkownik, żołnierz BCh (ur. 1913)
  - Romuald Pasławski, polski kapitan piechoty (ur. 1895)
  - S.J. Perelman, amerykański pisarz, humorysta (ur. 1904)
  - Paul Wenneker, niemiecki admirał, dyplomata (ur. 1890)
- 1980:
  - Józef Kwasiborski, polski dziennikarz, działacz chrześcijańsko-demokratyczny, samorządowiec, polityk, poseł do KRN (ur. 1898)
  - Włodzimierz Maurer, polski piłkarz, trener (ur. 1907)
  - Karol Pniak, polski major pilot, as myśliwski (ur. 1910)
  - Richard Reid, kanadyjski polityk, premier prowincji Alberta (ur. 1879)
- 1981 – Albert Cohen, szwajcarski pisarz pochodzenia żydowskiego (ur. 1895)
- 1982:
  - Alex MacIntyre, brytyjski wspinacz (ur. 1954)
  - Julian Edmund Miller, polski podpułkownik (ur. 1892)
- 1983:
  - Raymond Aron, francuski filozof, socjolog, teoretyk polityki, publicysta polityczny, wykładowca akademicki pochodzenia żydowskiego (ur. 1905)
  - John Hanlon, brytyjski lekkoatleta, sprinter (ur. 1905)
  - Vittorio Nino Novarese, włoski kostiumograf, scenograf i scenarzysta filmowy (ur. 1907)
- 1984 – Emilian Bucov, mołdawski poeta, prozaik (ur. 1909)
- 1985:
  - Mykoła Holakow, ukraiński piłkarz, trener (ur. 1926)
  - Wiktor Kemula, polski chemik, wykładowca akademicki (ur. 1902)
  - Abd al-Munim ar-Rifa’i, jordański dyplomata, polityk, premier Jordanii (ur. 1917)
- 1987 – Mauno Mäkelä, fiński aktor, producent filmowy (ur. 1916)
- 1988 – György Horváth, węgierski sztangista (ur. 1943)
- 1989 – Mark Krejn, radziecki matematyk pochodzenia żydowskiego (ur. 1907)
- 1990:
  - Emil Görlitz, polski piłkarz, bramkarz pochodzenia niemieckiego (ur. 1903)
  - Edward Kołowski, polski specjalista dydaktyki rolniczej, historyk rolnictwa i leśnictwa, wykładowca akademicki (ur. 1925)
- 1991:
  - Tichon Abramow, radziecki generał major (ur. 1901)
  - Ernesto Cofiño, gwatemalski lekarz pediatra, Sługa Boży (ur. 1899)
  - Tennessee Ernie Ford, amerykański piosenkarz (ur. 1901)
  - Władysław Giergiel, polski piłkarz, trener (ur. 1917)
  - Harlan Smith, amerykański astronom (ur. 1924)
- 1992:
  - Garnik Wartumian, radziecki podpułkownik (ur. 1920)
  - Tadeusz Żmudziński, polski pianista, pedagog (ur. 1924)
- 1993:
  - Helmut Gollwitzer, niemiecki teolog (ur. 1908)
  - Criss Oliva, amerykański gitarzysta, członek zespołu Savatage (ur. 1963)
- 1994:
  - Ralph Hill, amerykański lekkoatleta, długodystansowiec (ur. 1908)
  - Jan Oskar Miller, polski kompozytor, varsavianista, weksykolog (ur. 1920)
  - Roland Wabra, niemiecki piłkarz, bramkarz (ur. 1935)
- 1995 – Pál Zolnay, węgierski reżyser filmowy (ur. 1928)
- 1996:
  - Jaroslav Balík, czeski reżyser filmowy (ur. 1924)
  - Andrzej Klimowicz, polski działacz społeczny, polityk, poseł do KRN (ur. 1918)
- 1998:
  - Boris Floricic, niemiecki cracker, phreaker (ur. 1972)
  - Joan Hickson, brytyjska aktorka (ur. 1906)
  - Janusz Kasperek, polski pilot sportowy (ur. 1960)
  - Jan Orzechowski, polski polityk, senator RP (ur. 1929)
- 1999:
  - Konstantin Matiuszewski, białoruski polityk komunistyczny (ur. 1917)
  - Nicholas Metropolis, grecko-amerykański fizyk jądrowy (ur. 1915)
  - Franz Peter Wirth, niemiecki reżyser i scenarzysta filmowy (ur. 1919)
- 2001:
  - Stefan Gendera, polski koszykarz (ur. 1912)
  - Walerian Pasternak, polski polityk, poseł na Sejm PRL (ur. 1930)
  - Urszula Soczyńska, polska geograf, hydrolog, wykładowczyni akademicka (ur. 1933)
  - Manuel Valdés Larrañaga, hiszpański pływak, działacz sportowy, polityk, dyplomata, publicysta (ur. 1909)
  - Aleksandr Zadiemidko, radziecki polityk (ur. 1908)
  - Tomasz Zaród, polski aktor (ur. 1932)
  - Rechawam Ze’ewi, izraelski generał, polityk, historyk (ur. 1926)
- 2002:
  - Derek Bell, irlandzki muzyk, członek zespołu The Chieftains (ur. 1935)
  - Alina Pienkowska, polska pielęgniarka, polityk, senator RP (ur. 1952)
  - Fred Scolari, amerykański koszykarz (ur. 1922)
- 2004:
  - Uzi Chitman, izraelski piosenkarz, kompozytor (ur. 1952)
  - Łukasz Jałoza, polski siatkarz (ur. 1985)
  - Wojciech Trawczyński, polski siatkarz (ur. 1979)
  - Jakub Zagaja, polski siatkarz (ur. 1982)
- 2005:
  - Jonas Aleksa, litewski dyrygent, pedagog (ur. 1939)
  - Ba Jin, chiński pisarz, polityk (ur. 1904)
  - Jan Junger, polski wspinacz (ur. 1939)
  - Ludmiła Marjańska, polska pisarka (ur. 1923)
  - Henryk Pękala, polski grafik (ur. 1915)
- 2006 – Mario Francesco Pompedda, włoski kardynał (ur. 1929)
- 2007
  - Joey Bishop, amerykański aktor (ur. 1918)
  - Teresa Brewer, amerykańska aktorka, wokalistka (ur. 1931)
  - Maria Kwaśniewska, polska lekkoatletka, oszczepniczka (ur. 1913)
- 2008:
  - Nick Weatherspoon, amerykański koszykarz (ur. 1950)
  - Ben Weider, kanadyjski kulturysta, działacz sportowy (ur. 1923)
- 2010 – Adam Brodecki, polski lekarz pediatra, łyżwiarz figurowy, polityk (ur. 1949)
- 2011:
  - Manfred Gerlach, niemiecki polityk (ur. 1928)
  - Osvaldo Guidi, argentyński aktor (ur. 1964)
- 2012:
  - Émile Allais, francuski narciarz alpejski (ur. 1912)
  - László Komár, węgierski muzyk, wokalista (ur. 1944)
  - Sylvia Kristel, holenderska aktorka (ur. 1952)
  - Wojciech Pawłowski, polski lekarz internista, polityk, poseł na Sejm RP (ur. 1941)
- 2013 – Rene Simpson, kanadyjska tenisistka (ur. 1966)
- 2014:
  - Michaił Marynicz, białoruski polityk (ur. 1940)
  - Daisuke Oku, japoński piłkarz (ur. 1976)
- 2015:
  - Ewa John, polska chemik (ur. 1940)
  - Howard Kendall, angielski piłkarz, trener (ur. 1946)
  - Anne-Marie Lizin, belgijska i walońska polityk (ur. 1949)
  - Mieczysław Saar, polski malarz (ur. 1925)
- 2016:
  - Rufin Anthony, pakistański duchowny katolicki, biskup Islamabadu-Rawalpindi (ur. 1940)
  - Teodor Kufel, polski generał dywizji, działacz komunistyczny, szef WSW (ur. 1920)
- 2017:
  - Danielle Darrieux, francuska aktorka (ur. 1917)
  - Ryszard Kowalczyk, polski fizyk, działacz opozycji antykomunistycznej, zamachowiec (ur. 1937)
  - Alicja Kusińska, polska ekonomistka (ur. 1934)
- 2018:
  - Jerzy Aleksandrowicz, polski psychiatra (ur. 1936)
  - Oli Herbert, amerykański gitarzysta, współzałożyciel zespołu All That Remains (ur. 1969)
  - Bonifacy Miązek, polski duchowny katolicki, poeta, krytyk i historyk literatury (ur. 1935)
  - Marek Starczewski, polski dziennikarz (ur. 1939)
- 2019:
  - Alicia Alonso, kubańska tancerka, choreografka (ur. 1920)
  - Michael Bowen, brytyjski duchowny katolicki, biskup Arundel i Brighton, arcybiskup metropolita Southwark (ur. 1930)
  - Elijah Cummings, amerykański polityk (ur. 1951)
  - Bill Macy, amerykański aktor (ur. 1922)
  - Göran Malmqvist, szwedzki językoznawca, historyk literatury, sinolog, tłumacz (ur. 1924)
  - Łukasz A. Plesnar, polski teoretyk i historyk filmu, dziennikarz (ur. 1951)
- 2020:
  - Joannicjusz, rosyjski duchowny prawosławny, biskup metropolita ługański i alczewski (ur. 1938)
  - Toshinori Kondō, japoński trębacz jazzowy (ur. 1948)
  - Ryszard Ronczewski, polski aktor (ur. 1930)
- 2021:
  - Zbigniew Bernolak, polski basista, członek zespołów: Niebiesko-Czarni, Polanie, Quorum i ABC (ur. 1939)
  - Anders Bodelsen, duński pisarz (ur. 1937)
  - Wojciech Janicki, polski historyk, publicysta, polityk, poseł na Sejm PRL (ur. 1933)
  - Helmut Jan Sobeczko, polski duchowny katolicki, teolog, liturgista (ur. 1939)
- 2022:
  - Barbara Kamińska, polska piłkarka ręczna (ur. 1962)
  - Zdzisław Tobiasz, polski aktor (ur. 1926)
  - Younoussi Touré, malijski ekonomista, bankier, polityk, premier Mali (ur. 1941)
  - Franz Vorrath, niemiecki duchowny katolicki, biskup pomocniczy Essen (ur. 1937)
- 2023:
  - Carla Bley, amerykańska pianistka jazzowa (ur. 1936)
  - Roberto Camilleri Azzopardi, maltański duchowny katolicki, biskup Comayagua (ur. 1951)
  - Orazio Rancati, włoski piłkarz (ur. 1940)
  - Aurèle Vandendriessche, belgijski lekkoatleta, maratończyk (ur. 1932)
- 2024:
  - Mitzi Gaynor, amerykańska aktorka (ur. 1931)
  - Adam Grabowski, polski trener siatkarski (ur. 1970)
  - Rick Nolan, amerykański przedsiębiorca, polityk (ur. 1943)
  - Waso Papandreu, grecka ekonomistka, polityk, komisarz europejska, minister spraw wewnętrznych (ur. 1944)
  - Andrew Schally, amerykański biochemik, laureat Nagrody Nobla (ur. 1926)